# R18无人机
R18无人机 是乌克兰民间志愿组织 Aerorozvidka 开发的无人战斗飞行器。在2014年开始的乌俄战争中被乌克兰安全部门和武装部队所使用。

## 历史
2016年，Aerorozovdka启动了一项计划，以开发自己的无人机的第一批原型。2019年，该型号进行了全面测试，在烏克蘭東部反恐行動区域的一次特殊行动中使用。